# Dekanat Łużna
Dekanat Łużna, dekanat łużniański (łac. Decanatus Luznansis) – dekanat diecezji tarnowskiej, w jego skład wchodzi 9 parafii.

## Historia
25 marca 1992 bullą Totus Tuus Poloniae populus papież Jan Paweł II przeprowadził reorganizację podziału diecezjalnego w Polsce. Nastąpił wówczas podział dekanatów gorlickich pomiędzy diecezję tarnowską oraz nowo utworzoną diecezję rzeszowską. 
Biskup tarnowski Józef Życiński erygował wówczas dekanat Łużna. W jego skład weszło siedem z ośmiu pozostałych przy diecezji tarnowskiej parafii byłego dekanatu Gorlice-Północ (Kwiatonowice, Łużna, Moszczenica, Mszanka, Staszkówka, Wola Łużańska, Zagórzany - za wyjątkiem Turzy), jedna z pięciu pozostałych przy diecezji tarnowskiej parafii byłego dekanatu Gorlice-Południe (Bystra) oraz parafia Szalowa, dotychczas należąca do dekanatu Grybów.

## Dziekani dekanatu Łużna
- ks. prałat Józef Zabrzeński – proboszcz w Łużnej (1992–2000)[3]
- ks. prałat Stanisław Tobiasz – proboszcz w Szalowej (2000–2007)[4][5]
- ks. prałat dr Stanisław Kuboń – proboszcz w Łużnej (2007–2021)
- ks. dr Stanisław Bilski – proboszcz w Łużnej (2021–2024)[6]

## Parafie dekanatu Łużna
- Bystra – Parafia św. Józefa Oblubieńca Najświętszej Maryi Panny w Bystrej
- Kwiatonowice – Parafia Najświętszej Maryi Panny Królowej Polski w Kwiatonowicach
- Łużna – Parafia św. Marcina Biskupa w Łużnej
- Moszczenica – Parafia Matki Bożej Szkaplerznej w Moszczenicy
- Mszanka – Parafia świętych Apostołów Piotra i Pawła w Mszance
- Staszkówka – Parafia św. Wojciecha w Staszkówce
- Szalowa – Parafia św. Michała Archanioła w Szalowej
- Wola Łużańska – Parafia Najświętszej Maryi Panny Częstochowskiej w Woli Łużańskiej
- Zagórzany – Parafia św. Wawrzyńca w Zagórzanach